# Family Guy Viewer Mail №1
Family Guy Viewer Mail #1 («По заявкам зрителей, выпуск № 1») — двадцать первая серия третьего сезона мультсериала «Гриффины». Премьерный показ состоялся 14 февраля 2002 года на канале FOX. В России премьерный показ состоялся 26 августа 2002 года на канале Рен-ТВ.

## Сюжет
Брайан и Стьюи представляют шоу в трёх частях, составленное по заявкам зрителей.

### История первая
«No Bones About It» (Никаких костей). Автор сценария — Джин Лофенберг, режиссёр — Пит Майклс.
Питер освобождает джинна из бутылки пива, и тот говорит Питеру, что исполнит три его желания.
Первое желание Питера — увидеть, кем является Келли Райпэ вне съёмок. Она оказывается чудовищем, поедающим бьющиеся человеческие сердца.
Второе желание — чтобы у Питера была собственная музыкальная тема, которая будет играть при определённых движениях и эмоциях. Но однажды одному крепышу, который ехал в одном автобусе с Питером, не понравилась эта музыка («Тема поездки на автобусе»), и тот грозится переломать Питеру все кости, если тот не выключит её (to break every bone in his body). Испугавшись, Питер быстро загадывает последнее желание: быть без костей, после чего он немедленно превращается в лужу желе. После этого Питер находит себе работу в Голливуде подушкой безопасности для каскадёров. Питер теряет свою семью, но принимает предложение подвергнуться экспериментальной операции по имплантации недостающих костей. Операция успешна, но её последствия ужасны: Питер узнаёт, что ради него Лоис отдала свою шею и правую ногу, Мег — обе ноги, Крис — руки, Брайан — нос и левую лапу, Стьюи — череп, а торс вырезали у случайного бродяги. Семья враскорячку покидает больницу. В конце истории Питер выражает удивление тому, что операция была покрыта его медицинской страховкой.

### История вторая
«Super Griffins» (Супер-Гриффины). Автор сценария — Сет Макфарлейн, режиссёр — Скотт Вуд.
После того как Гриффины случайно попадают в пролившиеся токсические отходы, они обретают суперспособности. Голова Стьюи сильно увеличивается, и он получает дар телекинеза; Крис теперь умеет воспламенять всё вокруг усилием воли; Питер получает способность перевоплощаться в кого и что угодно; Лоис обретает невероятную физическую силу; Брайан может перемещаться в пространстве с невообразимой скоростью; а у Мег вырастают когти, которые она впускает и выпускает по своему желанию.
Семья клянётся использовать свои обретённые способности во благо, но уже очень скоро Гриффины начинают применять их в эгоистических целях, грозя убить каждого, кто ослушается их. Мэр Адам Вест добровольно погружается в те же токсические отходы, чтобы обрести свои сверхспособности для борьбы с распоясавшейся семейкой, но лишь заболевает лимфомой.
Гриффины приходят в больницу навестить заболевшего мэра и там осознаю́т, что вели себя неправильно. Теперь они посвятят свою жизнь добрым делам, а первым делом помогут поправиться Весту.

### История третья
«Li’l Griffins» (Малыши Гриффины). Авторы сценария — Майк Шипли и Джим Бернштейн, режиссёр — Майкл Данте ДиМартино.
Питеру — 5 лет, у него есть друзья: такие же маленькие Брайан, Куагмир, Джо (передвигающийся на детской тележке), Кливленд и будущий мэр Адам Вест. Все они состоят в организации «Женоненавистники» («We Hate Broads Club», «Мы ненавидим девок» ).
К ним в школу приходит новенькая — Лоис Пердишмидт, в которую немедленно влюбляются Питер и Куагмир. Чтобы доказать свою храбрость, друзья обещают ей провести ночь в заброшенном страшном за́мке на отшибе города. Там они встречают «настоящее» привидение и в ужасе сбегают оттуда.
Тем временем Лоис заявляет, что «теперь она любит не храбрых, а умных», и представляет всем своего нового избранника — Морта Гольдмана, который и напугал «храбрецов» той ночью в за́мке с помощью своего проектора. Питер и Куагмир в ужасе сбегают из кафе, где сидят Лоис с Мортом, так как последний вновь демонстрирует свой прибор в действии.
После этого друзья клянутся никогда больше не иметь дел с женщинами.
Спустя 35 лет они действительно по-прежнему одиноки. Не отвлекаясь на женщин, они стали богатыми, но сексуальные потребности удовлетворяют с помощью бейглов с маслом.

## Создание
Авторы сценария: Джин Лофенберг, Сет Макфарлейн, Майк Шипли и Джим Бернштейн
Режиссёры: Пит Майклс, Скотт Вуд и Майкл Данте ДиМартино
Приглашённые знаменитости: Билл Голдберг (в роли крепыша в автобусе), Келли Райпэ (в роли чудовища), Рэджис Филбин и Майкл Уинслоу.
Это последний эпизод, вышедший в эфир до вре́менной отмены показа мультсериала. Следующий эпизод (заключительный в сезоне) выйдет лишь спустя один год и девять месяцев на Cartoon Network.